# Zbigniew Religa
Zbigniew Eugeniusz Religa, né le 16 décembre 1938 à Miedniewice et mort le 8 mars 2009 à Varsovie, est un chirurgien homme politique polonais de centre droit. Il est ministre de la Santé entre octobre 2005 et novembre 2007.

## Biographie

### Études et parcours professionnel médical
Il sort diplômé de l'Académie de médecine de Varsovie en 1963. En 1966, il devient chirurgien à l'hôpital Wolski de Varsovie.
Il quitte la Pologne pour les États-Unis dans les années 1970, s'exerçant ainsi à la chirurgie vasculaire en 1973 à New York et à la chirurgie cardiaque à Détroit deux ans plus tard. Entre 1980 et 1984, il exerce à l'institut de cardiologie de la capitale polonaise.

### Universitaire
Titulaire du titre scientifique de « docteur en sciences médicales » depuis 1973, il obtient son habilitation universitaire en 1981 et devient alors maître de conférences. Il accède au titre de professeur en 1984, et obtient alors une chaire en chirurgie cardiaque, prenant parallèlement la direction de la clinique de chirurgie cardiaque de Zabrze.
En 1989, il est nommé chef du service de chirurgie cardiaque de l'hôpital central du ministère de l'Intérieur, à Varsovie, un poste qu'il conserve deux ans. En 1990, il devient professeur à l'Académie de médecine de Silésie (pl), à Katowice.

### Débuts en politique
Ayant participé dans les années 1980 aux activités du Mouvement patriotique pour la renaissance nationale (PRON), il postule à l'un des trois mandats sénatoriaux de la voïvodie de Katowice au cours des élections du 4 juin 1989. Il totalise alors 319 425 voix, ce qui constitue le quatrième résultat.
Il participe en 1993 à la fondation du Bloc non-partisan pour le soutien aux réformes (BBWR), parti politique affilié à Lech Wałęsa. Il se représente au Sénat lors des élections du 19 septembre suivant, et remporte un mandat dans la voïvodie de Katowice, avec un total de 503 304 suffrages, soit le meilleur résultat de la circonscription. Il rejoint ensuite le groupe parlementaire des indépendants.
Il abandonne le BBWR dès 1994, et participe à la fondation du Parti républicain (Republikanie), avec les membres du BBWR qui n'appuient pas la candidature de Wałęsa à la présidentielle de 1995. Il en occupe la direction jusqu'en janvier 1996.

### Important succès médical
Pionnier de la transplantation cardiaque, il a dirigé l'équipe préparant la première transplantation de cœur à succès dans le pays. Aussi, en juin 1995, il devient le premier chirurgien à greffer une valve artificielle créée sur des matériaux pris sur des cadavres humains.
En 1997, il devient recteur de l'académie de  médecine de Silésie à Katowice. Il ne postule pas à un nouveau mandat sénatorial au cours des élections parlementaires du 21 septembre suivant, que remporte l'Alliance électorale Solidarité (AWS).
Il rejoint en 1998 le Parti conservateur-populaire (SKL). En vue des élections sénatoriales du 23 septembre 2001, il est investi candidat de la coalition « Bloc Sénat 2001 », sur le quota de la Plate-forme civique (PO), dans la circonscription de Gliwice. Il remporte un nouveau mandat au Sénat, avec 133 511 voix.
Il refuse toutefois d'adhérer à la PO, ainsi que le font la majorité des membres du SKL. Avec une partie des minoritaires, il fonde le SKL - Nouveau mouvement polonais (SKL-RNP).

### Élection présidentielle de 2005
Le 3 avril 2004, il décide de fonder une nouvelle formation avec les membres du SKL-RNP et du Mouvement social Alliance électorale Solidarité (RS) : le Parti du centre (Centrum), dont il prend la direction. Il en démissionne dès le 27 novembre, au profit de l'ancien ministre Janusz Steinhoff, tandis qu'il en devient le président d'honneur.
Zbigniew Religa annonce officiellement sa candidature à l'élection présidentielle des 9 et 23 octobre 2005 le 5 juin. Il dispose de l'appui du Centrum, et d'autres petits partis conservateurs. Il renonce dès le 2 septembre, à la suite de fortes chutes dans les intentions de vote. Il appelle alors à voter pour Donald Tusk, le candidat de la PO dont il devient le président du comité de soutien.

### Ministre de la Santé

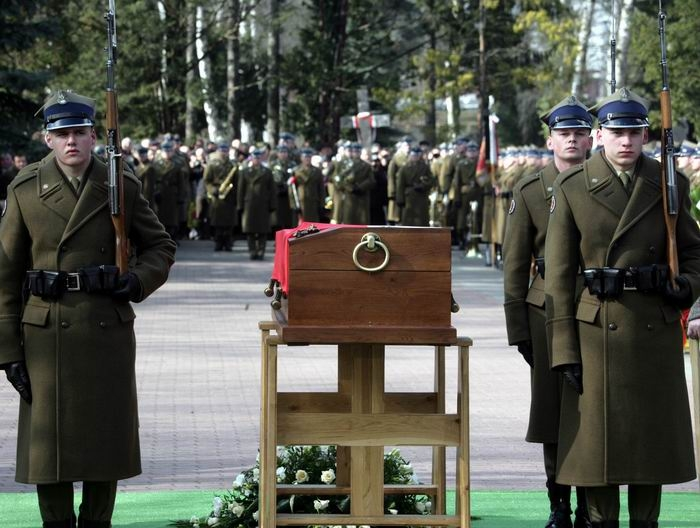
Funérailles de Zbigniew Religa.

Le 31 octobre 2005, huit jours après la défaite de Tusk, Zbigniew Religa est nommé ministre de la Santé dans le gouvernement minoritaire du conservateur Kazimierz Marcinkiewicz. Il est reconduit dans le gouvernement de coalition du conservateur Jarosław Kaczyński lorsqu'il accède au pouvoir, le 14 juillet 2006. En août 2007, il rejoint le groupe constitué autour d'Artur Balazs et qui relance le Parti conservateur-populaire.
Pour les élections législatives anticipées du 21 octobre 2007, il est investi sur la liste de Droit et justice dans la circonscription de Gliwice. Avec un total de 62 228 votes préférentiels, il remporte son premier mandat à la Diète, avec le meilleur score de sa circonscription et le deuxième meilleur résultat de la voïvodie de Silésie.
Atteint d'un cancer du poumon, il meurt le 8 mars 2009, à 70 ans. Il est enterré, cinq jours plus tard, au cimetière militaire de Powązki, à Varsovie. Sa dépouille est accompagnée de la garde d'honneur des Forces armées polonaises, et suivie par le président de la République Lech Kaczyński, le président de la Diète Bronisław Komorowski et le président du Conseil des ministres Donald Tusk.

## Distinctions et prix
- Grand croix de l'ordre de l'Aigle blanc
- Grand croix de l'Ordre de la Renaissance de la Pologne Polonia Restituta
- Grand croix Pro Merito Melitensi de l'Ordre de Malte

En 1998, il reçoit le titre de docteur honoris causa de l’université de médecine de Białystok (UMB).